# Psilopilum aequinoctiale
Psilopilum aequinoctiale là một loài Rêu trong họ Polytrichaceae. Loài này được (Müll. Hal.) Schimp. miêu tả khoa học đầu tiên năm 1897.